# Burg Weideneck
Die Burg Weideneck ist eine abgegangene spätmittelalterliche Höhenburg über einem Bachtal bei der Gemeinde Tiefenbach im Landkreis Passau in Bayern. Die Burgstelle wird grob als spätmittelalterlich datiert. Erhalten hat sich von der kleinen Burg nur noch zwei Gräben. Die Stelle ist als Bodendenkmal Nummer D-2-7346-0024 „Burgstall des späten Mittelalters und der frühen Neuzeit ("Weideneck")“ geschützt.

## Beschreibung
Die bewaldete, zweiteilige Burgstelle befindet sich etwa 510 Meter westsüdwestlich der katholischen Pfarrkirche St. Margareta von Tiefenbach bzw. bei dem Haus Am Schlossberg 1. Sie liegt in rund 330 m ü. NHN Höhe auf einer nach Südwesten gerichteten Geländezunge, die sich über einem namenlosen, nach Westsüdwesten fließenden Nebenbach der Gaißa erhebt.
Die Ostseite der Burganlage wurde vom nach Nordosten ansteigenden Vorgelände durch einen Halsgraben abgeschnitten. Das Nordwestende dieses Graben mündet in das Bachtal, im Süden läuft er in der Niederung aus. Dem Graben folgt das halbmondförmige Gelände der Vorburg, das wiederum durch einen inneren Graben vom Kernburgbereich getrennt ist. Dieser innere Graben verläuft bogenförmig um den Kernbereich und ist noch zehn Meter breit, jedoch nur noch stark verflacht erhalten.
Der im Westen der Anlage liegende Kernburgbereich steigt acht bis neun Meter als kegelförmige Lössanhöhe aus der Niederung des Bachtales auf. Seine Hänge sind steil abgeböscht, seine Spitze künstlich überhöht worden. Seine grob dreiecksförmige, an den Ecken abgerundete Oberfläche hat einen Durchmesser von rund 20 bis 25 Meter. Südlich sowie südwestlich liegt unterhalb dieses Plateaus eine vier Meter breite Terrassenstufe am Burghügel.